# دوران ويليام كانون
دوران ويليام كانون (بالإنجليزية: Doran William Cannon)‏ هو كاتب سيناريو أمريكي، ولد في 1937، وتوفي في 2005.

## وصلات خارجية
- دوران ويليام كانون على موقع IMDb (الإنجليزية)
- دوران ويليام كانون على موقع ألو سيني (الفرنسية)
- دوران ويليام كانون على موقع قاعدة بيانات الأفلام السويدية (السويدية)
- دوران ويليام كانون على موقع قاعدة بيانات الفيلم (الإنجليزية)
- دوران ويليام كانون على موقع كينوبويسك (الروسية)